# Уваров, Фёдор Петрович
Фёдор Петро́вич Ува́ров (1769—1824) — старший генерал-адъютант в Свите Александра I, участник многих сражений Наполеоновских войн, генерал от кавалерии, первый шеф Кавалергардского полка.

## Ранние годы
Федор Петрович Уваров родился 16 (27) апреля 1769 года в Тульской губернии. Представитель небогатого, хотя и старинного рода Уваровых, к другой ветви которого принадлежал граф С. С. Уваров. Записанный с 6-летнего возраста на службу, он до 18 лет жил с матерью в деревне Венёвского уезда. Отец его — бригадир Пётр Ильич Уваров — находился под судом в Петербурге, причём на его имущество был наложен арест. Лишь в 1787 году Фёдору удалось приехать к отцу в столицу и с помощью генерала Тутолмина определиться в Софийский пехотный полк (квартировавший в Смоленске) с чином капитана.
По случаю войны со Швецией он был отправлен в Олонецкую губернию в формировавшиеся там войска. Дальнейшая его служба протекала в драгунских полках. В 1794 году Уваров отличился в военных действиях в Польше, особенно в ночь на 6 апреля 1794 года, когда его эскадрону целых 36 часов пришлось отбиваться от неприятеля. Успел вывести эскадрон и соединиться с корпусом генерала Осипа Игельстрома, за что был произведён в премьер-майоры. В 1795 году граф Суворов-Рымникский произвёл его в подполковники.

## Положение при Павле I
А. М. Тургенев иронизировал, что офицер Уваров своим возвышением был обязан не воинским доблестям, а широким плечам и крепким мышцам, которые неотразимо действовали на женский пол. Ещё при Екатерине II Уваров обратил на себя внимание всего двора связью с замужней Екатериной Лопухиной. По словам современника, «он получал от неё по 100 рублей ассигнациями в месяц, да, кроме того, она ему нанимала кареты с четырьмя лошадьми за 35 рублей в месяц ассигнациями».
Когда падчерица его возлюбленной вступила в интимные отношения с императором Павлом, Уваров, воспользовавшись протекцией своей подруги, быстро возвысился и занял видное положение в армии: он был переведён в Конную гвардию, произведён в генерал-майоры и 19 сентября 1798 года пожалован в генерал-адъютанты. В 1799 году Уваров получил орден Св. Анны 1-й степени, был назначен шефом Кавалергардского корпуса (через год переформированного в полк), затем пожалован в командоры ордена Св. Иоанна Иерусалимского и 5 ноября 1800 года произведён в генерал-лейтенанты.
Подобно многим протеже императора, Уваров был причастен к заговору 1801 года, хотя активной роли не играл. Накануне цареубийства он был дежурным генерал-адъютантом, ночью же с несколькими офицерами своего полка расположился близ комнат наследника, чтобы охранять его в случае провала заговора. По воцарении Александра I генерал Уваров сопровождал его при объявлении войскам о кончине Павла I и при переезде из Михайловского замка в Зимний дворец. Уже через неделю после восшествия Александра I на престол, 19 марта 1801 года Уваров первым был произведён в генерал-адъютанты. С той поры он сделался одним из самых приближённых к молодому императору лиц и неизменно сопровождал его во время конных и пеших прогулок.

## Наполеоновские войны
В 1805 году, командуя Кавалергардским полком, 19 ноября прибыл под Аустерлиц и накануне боя был послан с 4 полками на усиление правого крыла; в день сражения несколько раз атаковал противника, а вечером находился в арьергарде Багратиона. За кампанию 1805 года удостоен ордена Св. Александра Невского и (28.01.1806) ордена Св. Георгия 3-го класса № 129 
В награду за отличную храбрость и благоразумную распорядительность, оказанные в сражении против французских войск 20 ноября 1805 года при Аустерлице, где, доказав мужество и расторопность, кавалерийскому генералу потребные, с твёрдостию сохранил до конца сражения порядок в командуемых войсках и против многократных атак неприятельской конницы, подкрепляемой пехотой и артиллерией, делал сильные отпоры.
Александр I издал 19 июля 1808 года указ, согласно которому все генерал-адъютанты и флигель-адъютанты должны были состоять в команде старшего генерал-адъютанта, генерал-лейтенанта Уварова, и получать все исходящие из Военной коллегии циркулярные предписания и приказы исключительно через него. Уваров — единственный член Свиты Его Императорского Величества за всю её историю, удостоенный высочайшим указом статуса старшего генерал-адъютанта.

Сопровождал императора во время тильзитского и эрфуртского свиданий с Наполеоном. В 1810 году после смерти жены-польки (урождённой княжны Любомирской) получил в наследство обширные имения в Волынской губернии. В тот же год был отправлен в молдавскую армию Каменского, который поручил ему отдельный корпус для прикрытия осады Силистрии. По взятии этой крепости армия двинулась на Шумлу. При Батине ранен, после чего награждён 21 ноября 1810 года орденом св. Георгия 2-го класса № 40 
за блистательное участие в сражении с турками при м. Батине 26-го августа 1810 г.

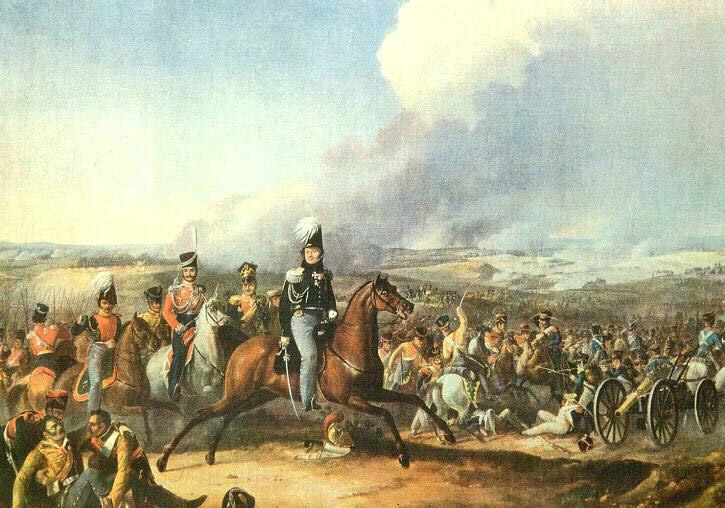
Атака 1-го резервного кавалерийского корпуса генерала Ф. П. Уварова при Бородино

В начале Отечественной войны назначен был в 1-й западной армии командовать резервным кавалерийским корпусом. В бою под Островно заменил генерала Коновницына и сражался с 5 утра до 3 часов дня. В бою под Смоленском атаковал по приказу Дохтурова гвардию Наполеона, из-за чего завязал жестокий бой с корпусом маршала Даву. Сам Уваров был ранен картечью в левое колено, из-за чего потерял сознание и солдаты вынесли его с поля боя. За это сражение был награждён орденом св. Александра Невского. В Бородинском сражении совместно с Платовым совершил рейд во фланг неприятеля, однако поставленной задачи не выполнил, втянулся в стычки на фланге и вскоре был отбит. Уваров и Платов — немногие из генералов, не представленные к наградам за Бородинское сражение.
С М. И. Кутузовым у него не сложились отношения. Князь был весьма недоволен его рейдом по тылам Наполеона при Бородине. Клаузевиц и другие военные писатели, действительно, с трудом находят плоды этого рейда и часто ругают за него Уварова.
После того, находясь в отряде Милорадовича, в бою при селе Крымском своей атакой содействовал счастливому исходу дела; под Вязьмою и Красным противник был принуждён отступить от решительных атак конницы.
В заграничных походах 1813—1814 годов он то участвовал непосредственно в военных действиях, то находился в свите императора. По итогам Наполеоновских войн получил чин генерала от кавалерии и орден св. Владимира 1-й степени.

## После войны
По окончании десятилетия беспрерывных войн деятельность Уварова на протяжении 7 лет ограничивалась исполнением обязанностей старшего генерал-адъютанта Александра I. Он сопровождал монарха во время всех путешествий по России и Европе, в том числе находился при нём на конгрессах в Вене, Аахене и Лайбахе.

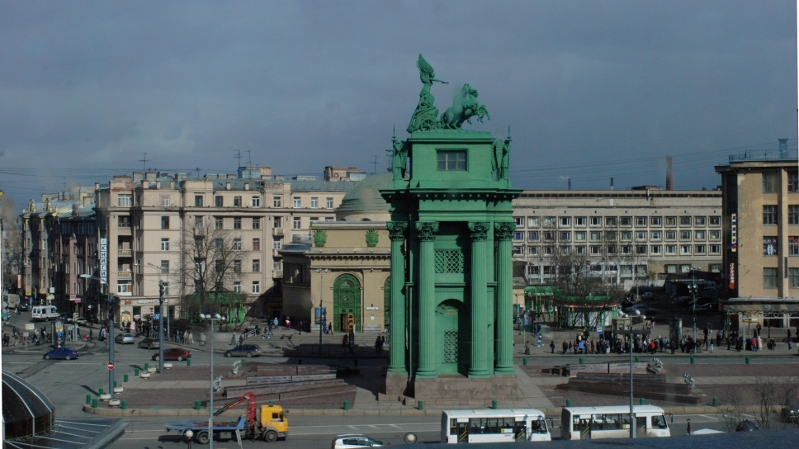
Нарвские ворота, сооружённые на средства Уварова в 1834 г.

В 1821 г. назначен командующим гвардейским корпусом, а в 1823 г. — членом Государственного совета (с оставлением в прежних должностях). За год до смерти, 12 декабря 1823 года, получил орден Андрея Первозванного.
Человек, далёкий от политики, Уваров пользовался своим положением, чтобы откровенно высказывать императору свои мысли о том, чего требует польза России, как он её понимал. По совету архимандрита Фотия, он убедил Александра в опасности, которая грозит русской церкви со стороны министра А. Н. Голицына и подобных ему мистиков.
С февраля 1824 года Уваров болел, врачи нашли у него горловую чахотку (туберкулез горла). Он умер 20 ноября (2 декабря) 1824 года в Зимнем дворце. В последние его дни за ним ухаживал его дальний родственник — президент Академии наук С. С. Уваров. Был погребён в Духовской церкви Александро-Невской лавры. К. Я. Булгаков писал брату 21 ноября 1824 года:
Не стало Фёдора Петровича Уварова. Он скончался вчера в час пополудни ко всеобщему сожалению. Накануне еще говорили, что ему лучше; вечером он сидел, разговаривал, имел всю свою память, только глаза покрыты были уже туманом, и он ничего почти не мог видеть. Государь был у него вечером и в пять часов утра; в это время ему было лучше, но вскоре после того, то есть в часов девять, князь Волконский нашел его лежащего в забытии, а там испустил он последнее дыхание.
Похороны Уварова отличались пышностью, на всех мероприятиях от первого до последнего присутствовали император Александр и великие князья. Впоследствии, 8 марта 1834 года, Пушкин записал в дневнике: «На похоронах Уварова покойный государь следовал за гробом. Аракчеев сказал громко (кажется, А. Орлову): „Один царь здесь его провожает, каково-то другой там его встретит?“ (Уваров один из цареубийц 11 марта).»
В знак признательности к своим подчинённым по гвардейскому корпусу Уваров оставил 400 тысяч рублей на сооружение памятника в их честь. На эти деньги позднее были сооружены Нарвские триумфальные ворота, открытые через 10 лет после смерти генерала.
В браке (с 1805 года) с вдовой генерала Валериана Зубова, Марией Фёдоровной (1773—1810), детей не имел.
В службе:

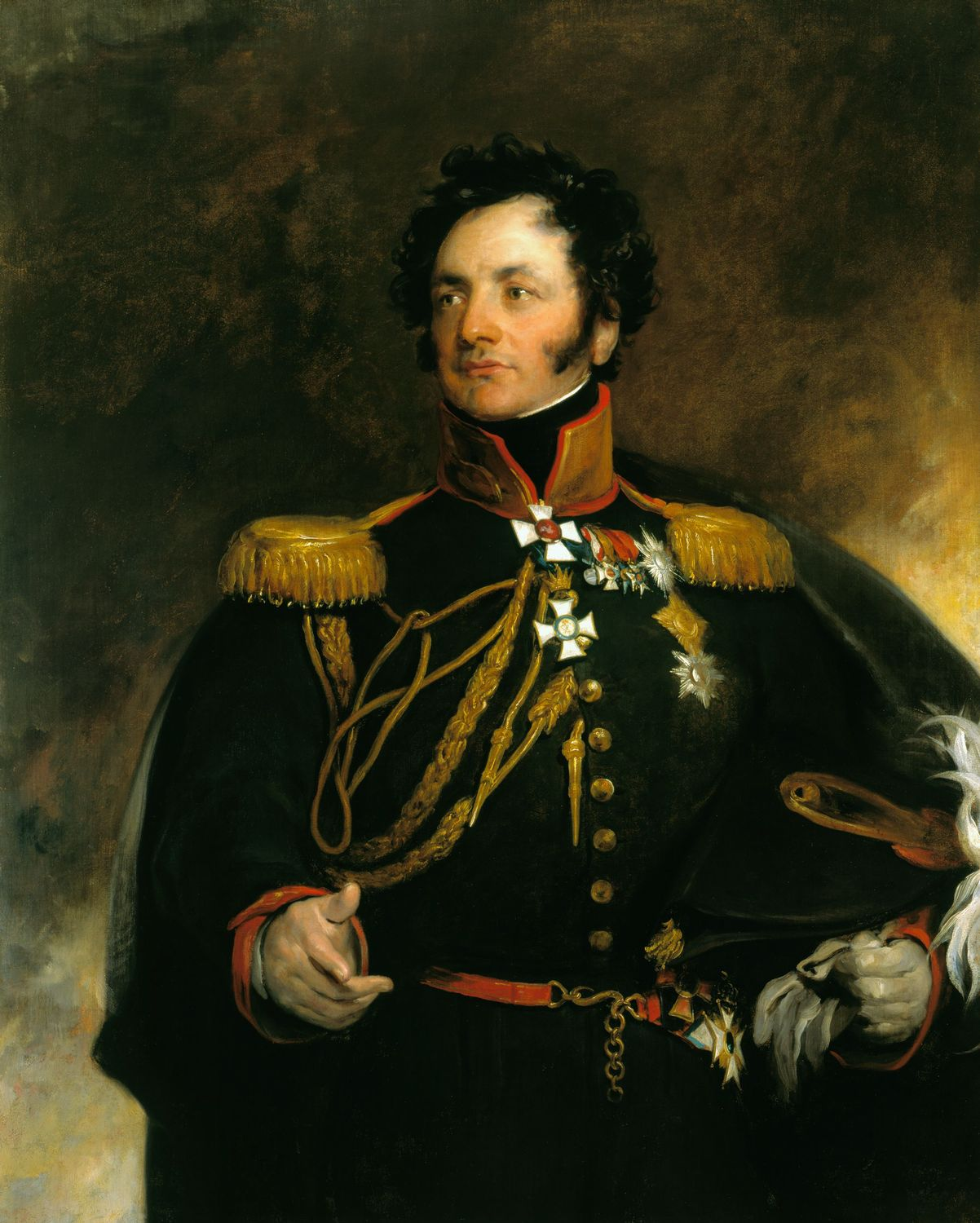
Портрет работы Т. Лоуренса из собрания королевы Англии

- 17 (28) ноября 1775 года — в службу вступил сержантом, в артиллерию;
- 3 (14) ноября 1780 года — произведён в каптенармусы в л.-гв. Преображенском полку;
- 1 (12) апреля 1781 года — сержантом;
- 1 (12) декабря 1787 года — вахмистром, в л.-гв. Конном полку;
- 1 (12) января 1788 года — выпущен в армию капитаном, в корпус, отправлявшийся в Средиземное море, потом был при формировании войск в Олонецком наместничестве;
- 8 (19) сентября 1790 года — произведён в секунд-майоры;
- 10 (21) июня 1794 года — премьер-майором;
- 14 (25) мая 1795 года — подполковником;
- 19 (30) марта 1797 года — переведён в Кирасирский графа Салтыкова 2-го полк;
- 12 (23) апреля 1798 года — произведён в полковники;
- 21 августа (1 сентября) 1798 года — переведён в Кирасирский генерал-майора Цорна полк;
- 3 (14) сентября 1798 года — в л.-гв. Конный;
- 19 (30) октября 1798 года — пожалован генерал-адъютантом, с производством в генерал-майоры;
- 9 (20) августа 1799 года — шефом Кавалергардского корпуса (с 1800 года — полка);
- 5 (17) ноября 1800 года — произведён в генерал-лейтенанты;
- 4 (16) октября 1813 года — за отличие против неприятеля произведён в генералы от кавалерии.

В походах был:
- в Шведскую войну;
- 1792 год — в Польше, в сражениях: 30 мая, под Столбцами; 31 — под Миром; 29 июня, под Нацыбовым;
- 1794 год — в Польше: 6 и 7 апреля, в г. Варшаве, во время мятежа; 14 июня, под м. Сали; 8 июля, при взятии укрепления под г. Вильной; 9 — под стенами Вильны; 31 — при поражении неприятельского главного корпуса под Вильной;
- 1805 год — в Австрии, против французских войск, в генеральном сражении при Аустерлице, 20 ноября, где неоднократно с большим успехом атаковал неприятеля, а потом занял высоту, лежащую пред Аустерлицем, и укрепился на ней батареями, чем остановил нападение неприятеля и обеспечил отступление армии;
- 1807 год — в прусских владениях, против французских же войск, в сражениях: при Гутштадте, с. Вольфсдорфе, Анкендорфе, где, атаковав неоднократно неприятеля, заставил его оставить выгодную позицию и преследовал его до самой р. Пассарги, и под Фридландом, где, пройдя с кавалерией р. Алле, атаковал неприятельскую кавалерию и разбил её, а вечером при отступлении армии, когда уже и мосты были снесены кавалерией, прикрывал армию и переправил через реку в виду неприятеля без малейшей потери пехоту и артиллерию, на неприятельской стороне оставшиеся;
- 1810 год — в Турции: с 23 по 30 мая, при осаде кр. Силистрии; 11 и 12 июня, при занятии высот и долины под ретраншементами кр. Шумлы; 25 — под сильной неприятельской канонадой из ретраншементов этой крепости; 26 — при отражении турецкой вылазки из Шумлы; с 9 июля по 6 августа, при осаде кр. Рущука; 22 июля, в штурме Рущука, где и был ранен в правое плечо; 26 августа, в сражении при Батине; 26 октября, при занятии кр. Никополя;
- в кампанию 1812 года — первоначально командуя 1-м кавалерийским корпусом, а потом всею кавалерией, в состав армии входившей, находился в следующих сражениях: 17 июня, под Вилькомиром; 13 июля, под Островной; 5 августа, при Смоленске; 6 — при отступлении от Смоленска; 26 — в сражении при с. Бородине, где кавалерийскою атакой вверенного ему корпуса поразил левое неприятельское крыло; 28 — во время движения войск к Москве; 6 октября, при с. Тарутине; 12 — при Малоярославце; 22 — под Вязьмой; 4, 5 и 6 ноября, под Красным;
- в 1813 году — участвовал в делах: 8 и 9 мая, в сражении при Бауцене; 14 и 15 августа, под стенами Дрездена; 18 августа, под Кульмом; 4, 5, 6 и 7 октября, под Лейпцигом;
- 1814 год — 17 января, под Бриенном; 9 марта, под Арсис-сюр-Об; 13 марта, под Фершампенуазом; 18 — под стенами Парижа;
- с 1 (13) ноября 1821 года — командовал гвардейским корпусом.

Высочайшим приказом 26 ноября (8 декабря) 1824 года исключён из списков умершим (умер 20 ноября (2 декабря) 1824 года).

## Личные качества
В отличие от всех прочих участников заговора 11 марта, Фёдор Уваров до конца жизни пользовался расположением Александра Павловича. Считалось, что к цареубийственному заговору Уварова заставила примкнуть исключительно личная преданность наследнику престола, а не забота о собственной выгоде.
Уваров не имел талантов полководца, но зато гуманно относился к подчинённым и не признавал достоинств шагистики, из-за чего состоял в конфликте с плацпарадным генералом Аракчеевым, называвшим Уварова «соглядатаем и наушником» при императоре.
Современники трунили над тем, что одним из ближайших к императору людей был человек выросший в деревне, а потому плохо знавший французский язык и вообще малообразованный. «С не очень строгими нравственными правилами и с неблестящими умственными способностями, — деликатно пишет в. кн. Николай Михайлович, — Уваров был в полном смысле слова баловень счастья». Человек общительный и весёлый, он любил устраивать у себя приёмы.

Уваров иногда удачно поражал французов на поле сражения, но ещё удачнее и убийственнее поражал французский язык в разговоре. Охота была смертная, а участь горькая. Известен ответ его Наполеону, когда тот спросил его, кто командовал русской конницей в блестящей атаке в каком-то сражении: — je, sire.— П. А. Вяземский
Ответ этот доставил Уварову прозвище генерала Je и был распространён в обществе в разнообразных версиях. Однажды Уваров и Милорадович, тоже известный плохим знанием французского, о чём-то горячо разговаривали. Александр I спросил Ланжерона (француза родом), о чём они беседуют. «Извините, государь, — ответил Ланжерон, — я их не понимаю, они говорят по-французски».

## Награды
- Орден Святого апостола Андрея Первозванного (12.12.1823)
- Орден Святого Георгия 2-й степени (21.11.1810)
- Орден Святого Георгия 3-й степени (28.01.1806)
- Орден Святого Владимира 1-й степени (25.02.1813)
- Орден Святого Владимира 2-й степени (1807)
- Орден Святого Александра Невского (28.01.1806)
- Орден Святой Анны 1-й степени (08.10.1799)
- Алмазные знаки к ордену Святой Анны (15.09.1801)
- Орден Святого Иоанна Иерусалимского, командор (1800)
- Серебряная медаль «В память Отечественной войны 1812 года»
- Золотая сабля «За храбрость» с алмазами (1807)
- Военный орден Марии Терезии, кавалер (Австрия, 1814)
- Военный орден Максимилиана Иосифа, большой крест (Бавария, 1814)
- Орден «За военные заслуги», командор (Вюртемберг, 1814)
- Орден Чёрного орла (Пруссия, 1814)
- Орден Красного орла (Пруссия, 1814, в литературе отсутствует точное упоминание о степени ордена. На известных портретах Уваров изображён как с нагрудным крестом этого ордена 3-й степени, так и с шейным крестом 2-й степени).
- Орден Святого Людовика, большой крест (Франция, 1814)